# Antoine Valois-Fortier
Antoine Valois-Fortier (* 13. březen 1990 Québec) je kanadský zápasník – judista, bronzový olympijský medailista z roku 2012.

## Sportovní kariéra
S judem začal ve 4 letech v Québecu v Dojo de Beauport. Vedle juda hrál závodně basketbal, ale v 15 letech upřednostnil kariéru v judo. V roce 2009 utrpěl zranění zad (vyhřezlá ploténka) a rok netrénoval. Vrcholově se připravuje v Montréalu v národním tréninkovém centru INS Québec. V kanadské mužské reprezentaci se prosazuje od roku 2011 v polostřední váze do 81 kg. Jeho osobní trenérem je Nicolas Gill.
V roce 2012 se kvalifikoval na olympijské hry v Londýně a v úvodním kole způsobil jedno z největších překvapení turnaje, když vyřadil favorizovaného Ázerbájdžánce Elnura Mammadliho. Od úvodní sekundy zápasu si Mammadliho hlídal v úchopu a v prodloužení přesvědčil rozhodčí o své lepší připravenosti na praporky (hantei). Jeho spanilou taktickou jízdu turnajem zastavil až ve čtvrtfinále Rus Ivan Nifontov, který v polovině zápasu kontroval jeho pokus o o-soto-gari technikou harai-makikomi. V opravách se probojoval do boje o třetí místo proti Američanu Travisi Stevensonovi. Koncem první minuty se ujal vedení po kontrachvatu uči-mata-gaeši na juko a bodový náskok udržel do konce zápasu. Získal bronzovou olympijskou medaili.
V roce 2016 se kvalifikoval na olympijských hrách v Riu. Olympijský los ho podobně jako před čtyřmi lety od úvodního kola nešetřil. Favorizovaného Francouze Loïca Pietriho vyfauloval na šido po jeho chybě v boji o úchop. V dalším kole zvládl otočit zápas s nepříjemným Argentincem Emmanuelem Lucentim. Ve třetí minutě zápasu s Lucentim upadl na wazari po technice de-aši-harai, ale vzápětí vyrovnal kontrachvatem tani-otoši. Na konci hrací doby zvítězil po dvou napomenutí (šida) soupeře a postoupil do čtvrtfinále proti Chasanu Chalmurzajevovi z Ruska. Vyrovnané čtvrtfinále rozhodla jeho chyba v prodloužení, když po prohraném boji o úchop nezachytil Ingušovo o-uči-gari. V následných opravách neuhlídal šikovné nohy Japonce Takanori Nagaseho a po o-soto-gari skončil na děleném 7. místě.

### Vítězství
- 2014 - 1x světový pohár (San Salvador)
- 2015 - 1x světový pohár (Ulánbátar)
- 2017 - 2x světový pohár (Tchaj-pej, Chöch chot)

## Výsledky
| Olympijské hry          | —   |   |   |     | 3. |     |    |    | 7. |     |    |    |  |  |  |  |  |  |  |  |  |  |
| Mistrovství světa       |     | — | — | úč. |    | úč. | 2. | 3. |    | úč. | —  | 3. |  |  |  |  |  |  |  |  |  |  |
| Panamerické hry         |     |   |   | 3.  |    |     |    | —  |    |     |    | —  |  |  |  |  |  |  |  |  |  |  |
| Panamerické mistrovství | —   | — | — | 3.  | 2. | 2.  | 2. | 3. | 1. | —   | 1. | 1. |  |  |  |  |  |  |  |  |  |  |
| MS juniorů              | úč. | — |   |     |    |     |    |    |    |     |    |    |  |  |  |  |  |  |  |  |  |  |